# Grannen-Kammgras
Das Grannen-Kammgras (Cynosurus echinatus), auch Igel-Kammgras oder Stacheliges Kammgras genannt, ist eine Pflanzenart aus der Gattung Kammgräser (Cynosurus) und damit der Familie der Süßgräser (Poaceae).

## Beschreibung

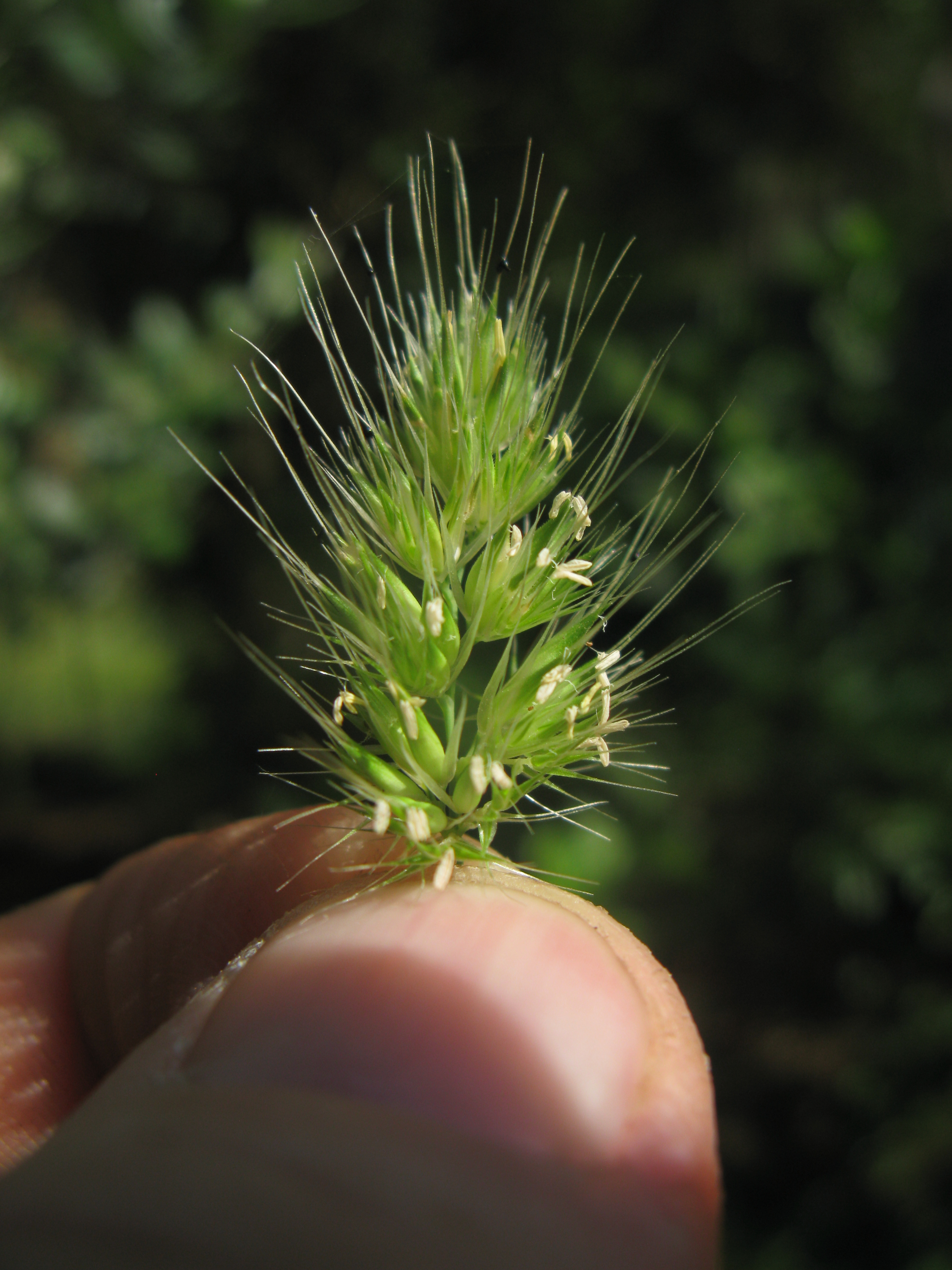
Blütenstand

### Vegetative Merkmale
Das Grannen-Kammgras ist ein einjähriges, in kleinen Büscheln oder mit einzelnen Halmen wachsendes Gras. Die Halme werden 15–80 Zentimeter hoch, sind aufrecht, gewöhnlich im unteren Teil verzweigt, mit 2–4 kahlen Knoten. Die Blattscheiden sind kahl, die oberste ist etwas aufgeblasen. Das Blatthäutchen ist ein 5–10 Millimeter langer, zungenförmiger Saum. Die Blattspreiten sind 5–20 Zentimeter lang und 3–9 Millimeter breit, flach ausgebreitet und sehr rau.

### Generative Merkmale
Die Blütenrispe ist (ohne Grannen) 1–6 Zentimeter lang und 1–2 Zentimeter breit, eiförmig, dicht und einseitswendig. Die Ährchen stehen stets neben einem gestielten Fächer langer leerer Spelzen. Sie sind 2–5-blütig, ohne Grannen 8–14 Millimeter lang und seitlich zusammengedrückt. Die Hüllspelzen sind einander fast gleich und 6–12 Millimeter lang. Die Deckspelzen sind fünfnervig, 5–6,5 Millimeter lang, mit einer 6–20 Millimeter langen, dünnen, geraden Granne. Die Vorspelzen sind zweinervig. Die Staubbeutel sind 2–3 Millimeter lang. Die Blütezeit ist April bis Juli.
Die Chromosomenzahl ist 2n = 14.

## Verbreitung
Das Grannen-Kammgras kommt ursprünglich vom Mittelmeergebiet bis zum westlichen Himalaja und in Makaronesien vor. In Nord- und Südamerika, Südafrika, Indien, Japan, Australien und Neuseeland ist es ein Neophyt. In Europa kommt es ursprünglich vor in den Ländern Portugal, Spanien, Frankreich, Schweiz, Italien, Slowenien, Kroatien, Bosnien-Herzegowina, Serbien, Montenegro, Albanien, Griechenland, Bulgarien, Rumänien, Moldau, Ukraine und Türkei. In Mitteleuropa kommt die Art gelegentlich vor eingeschleppt durch Vogelfutter, Grassaat, Südfrüchte oder Getreide.

## Ökologie
Das Grannen-Kammgras kommt vor in trockenen Wiesen, in Äckern und in Ruderalgesellschaften. Es gedeiht auf sommerwarmen, trockenen, schwach sauren, wenig nährstoffreichen Sand- oder Tonböden in wintermilder, humider Klimalage. Es steigt in den Alpen im Kanton Wallis bei Fully 1620 Meter, bei Mauvoisin 1850 Meter und bei Griess bis etwa 2000 Meter Meereshöhe auf.
Die ökologischen Zeigerwerte nach Landolt et al. 2010 sind in der Schweiz: Feuchtezahl F = 1 (sehr trocken), Lichtzahl L = 4 (hell), Reaktionszahl R = 3 (schwach sauer bis neutral), Temperaturzahl T = 5 (sehr warm-kollin), Nährstoffzahl N = 4 (nährstoffreich), Kontinentalitätszahl K = 2 (subozeanisch).

## Taxonomie
Das Grannen-Kammgras wurde 1753 von Carl von Linné in Species Plantarum Tomus 1, S. 73 unter dem Namen Cynosurus echinatus erstbeschrieben. Synonyme von Cynosurus echinatus L. sind: Chrysurus echinatus (L.) P.Beauv., Cynosurus hystrix Pomel, Falona echinata (L.) Dumort. und Cynosurus erroneus Jordan ex Martrin-Donos.